# Anisodactylus harpaloides
Anisodactylus harpaloides es una especie de escarabajo de tierra del género Anisodactylus, categorizada en la tribu Harpalini, de la subfamilia Harpalinae.

## Distribución
Se distribuye por Estados Unidos.

## Taxonomía
Fue descrita por LaFerté-Sénectère en 1841.
Tratamiento taxonómico
La especie aparece registrada y publicada en Notice sur un nouveau genre de carabique de la tribu des Harpaliens. -. Annales de la Société Entomologique de France, 10: 201-204. (1841).